# Zacharias Bång
Johan Zacharias Bång, född 19 april 1782 i Lojo, död 12 april 1845 i Vilhelmina, var en finsk militär och skomakare. Det har hävdats att han stod som förebild till den litteräre figuren Sven Dufva som förekommer i Johan Ludvig Runebergs diktverk Fänrik Ståls sägner.

## Biografi
Mycket lite är känt om Bångs ursprung annat än att han var son till artilleristen Peter Johan Bång och dennes hustru Maja Stina Nilsdotter från Nyland. Vid Finska krigets utbrott i februari 1808 tjänstgjorde Bång som soldat nr. 100 i Korsholms kompani tillhörande Österbottens infanteriregemente. Regementet ingick i Finska arméns 5. brigad (Savolaxbrigaden) under Johan August Sandels befäl. Under hösten 1808 förde brigaden ett framgångsrikt fälttåg mot ryssarna i Savolax. Den 27 oktober stod det berömda slaget vid Virta bro. Under slaget hade ryssarna, som var fyra gånger fler än svenskarna, under furst Michail Petrovitj Dolgorukov gått till anfall mot den av svenskarna befästa stranden på andra sidan Virta å. Striden var hård och svenskarna trycktes sakta tillbaka, men tack vare ett nytt anfall som sattes in, kunde de på nytt avancera.
Det var under denna del av slaget som Bång, tillsammans med sina kamrater, sattes in i striden på bron. Hans bajonett räckte inte till så hans slogs med kolven på geväret tills det gick sönder. Efter en stund föll han medvetslös ner på bron, men hämtades då slaget var vunnet och togs till ett fältsjukhus i Vieremä. Han hade då fått mer än 10 bajonettstick. Till skillnad från Dufva överlevde Bång slaget och belönades med medaljen För tapperhet i fält. Han togs senare som krigsfånge av ryssarna, men överlevde även det.

### Senare liv
1815 slog sig  Bång ner som skomakare i Vilhelmina. Samma år gifte han sig med Anna Margareta Baudin, en skräddardotter från Öjebyn i Piteå landsförsamling. Bång avled i relativ fattigdom, märkt av alkoholmissbruk, 62 år gammal den 12 april 1845. Han begravdes på Vilhelmina kyrkogård.

## Minnesmärken
- Gravsten på kyrkogården i Vilhelmina
- Flera platser är uppkallade efter honom i Vilhelmina; Bångnäs by och Bångudden
- 1909 restes en minnessten över honom på Bångberget i Lycksele av en släkting till Johan August Sandels, Gösta Sandels. I Lycksele finns även en gata, Bångvägen, uppkallad efter honom.